# Теджетова, Евгения Алексеевна
Евге́ния Алексе́евна Тедже́това (17 июля 1969, Ашхабад — 20 ноября 2013, Москва) — российская певица, поэтесса, композитор, создательница и вокалистка нео-ретро-группы «Салют».

## Биография
Евгения родилась 17 июля 1969 года в Ашхабаде. Окончила теоретическое отделение музыкального училища при Московской консерватории имени П. И. Чайковского (1986—1990), Московский государственный институт культуры (1990—1997). Работала профессиональной вокалисткой. С 2003 года выступала и записывалась на студиях с группой «Залив Кита» в качестве пианистки и продюсера вокальных партий. В соавторстве с мужем — лидером «Залива Кита» Иваном Бурлачко-Шумидубом — создала саундтреки к мультфильмам «Элька и Звёздный почтальон» (2004), «Элька» (2006), сочиняла музыку для рекламы, кино и телевидения. В 2006 году совместно с мужем и Алексеем «Мукусу» Самойленко основала экспериментальный (в духе «эстетического каннибализма») трио-кабаре-проект «Лос Лавандос». С 2006 по 2007 год участвовала в группе «Авокадо». В 2008 году создала нео-ретроделический проект «Салют» с участием музыкантов из групп Cabernet Deneuve, W.K.?, «Залив Кита», «Маша и Медведи» и «Конец фильма». Музыкальный стиль коллектива вобрал в себя элементы босановы, твиста, джаза, советской эстрады 1960-х годов. В 2012 году вышел в свет первый долгоиграющий альбом группы — «Москва — Луна — Юпитер». Заглавная песня альбома — «Москва», впервые представленная 20 мая 2010 года в эфире Радио Maximum — к ноябрю 2013 года набрала более 700 ротаций на московских радиостанциях.

### Смерть
Вечером 17 ноября 2013 года Евгения Теджетова впала в кому на фоне внезапно обострившейся печёночной недостаточности. Срочный сбор средств на операцию по пересадке печени, объявленный родными и друзьями певицы, не успел принести результата: в ночь на 20 ноября Евгения умерла на 45-м году жизни в отделении реанимации 4-й московской городской клинической больницы.
Похоронена 24 ноября 2013 года на московском Алексеевском кладбище.
У певицы остались брат Антон (род. 1974), муж Иван (род. 1972) и двое детей: сын от первого брака Даниил (род. 1997) и дочь Маша (род. 2004).

## Дискография

### Альбомы («Салют»)
- «Москва — Луна — Юпитер» (2012)

В прошлом году Женя Теджетова и группа «Салют» выпустили пластинку, наделавшую шороха у всех мало-мальски уважающих себя меломанов, которые испытывают слабость перед качественным псевдоретро. Получилось настолько хорошо, что, не ведая, можно приписать Теджетову к ровесникам Майи Кристалинской, Эдиты Пьехи, Аиды Ведищевой и других не менее замечательных певиц. Самое приятное, что «Москва — Луна — Юпитер» — это не паразитирование на музыкальном прошлом нашей страны, а самая что ни на есть реинкарнация. Оттого и получается у Теджетовой не только талантливо, но и органично. Это дорогого стоит.— Антон Ковальский